# Independent JPEG Group
Die Independent JPEG Group (IJG) ist eine informelle Organisation, die sich mit der Entwicklung von Software zum JPEG-Standard beschäftigt. Sie wurde ursprünglich von Thomas G. (Tom) Lane organisiert und verfolgte die Verbreitung des JPEG-Standards und kompatibler Software dazu. Nach 11 Jahren ohne eine Veröffentlichung verfolgt sie in jüngerer Zeit unter der Leitung von Guido Vollbeding unter dem alten Namen andere, umstrittene Zielsetzungen.
Wichtigstes Produkt ist die weit verbreitete und 1991 erstmals veröffentlichte freie JPEG-Implementierung libjpeg. Sie ist eines der wichtigsten Pakete quelloffener Software für JPEG und war ein Schlüssel für den Erfolg des Standards.
Das JPEG File Interchange Format (JFIF), das gebräuchliche Dateiformat für die Kapselung einzelner JPEG-Standbilder, wurde auch von der IJG bzw. genauer von Eric Hamilton bei C-Cube Microsystems entwickelt und etabliert und fand im Web weite Verbreitung.